# Championnat d'Argentine de football 1894
Navigation
Édition précédente Édition suivante

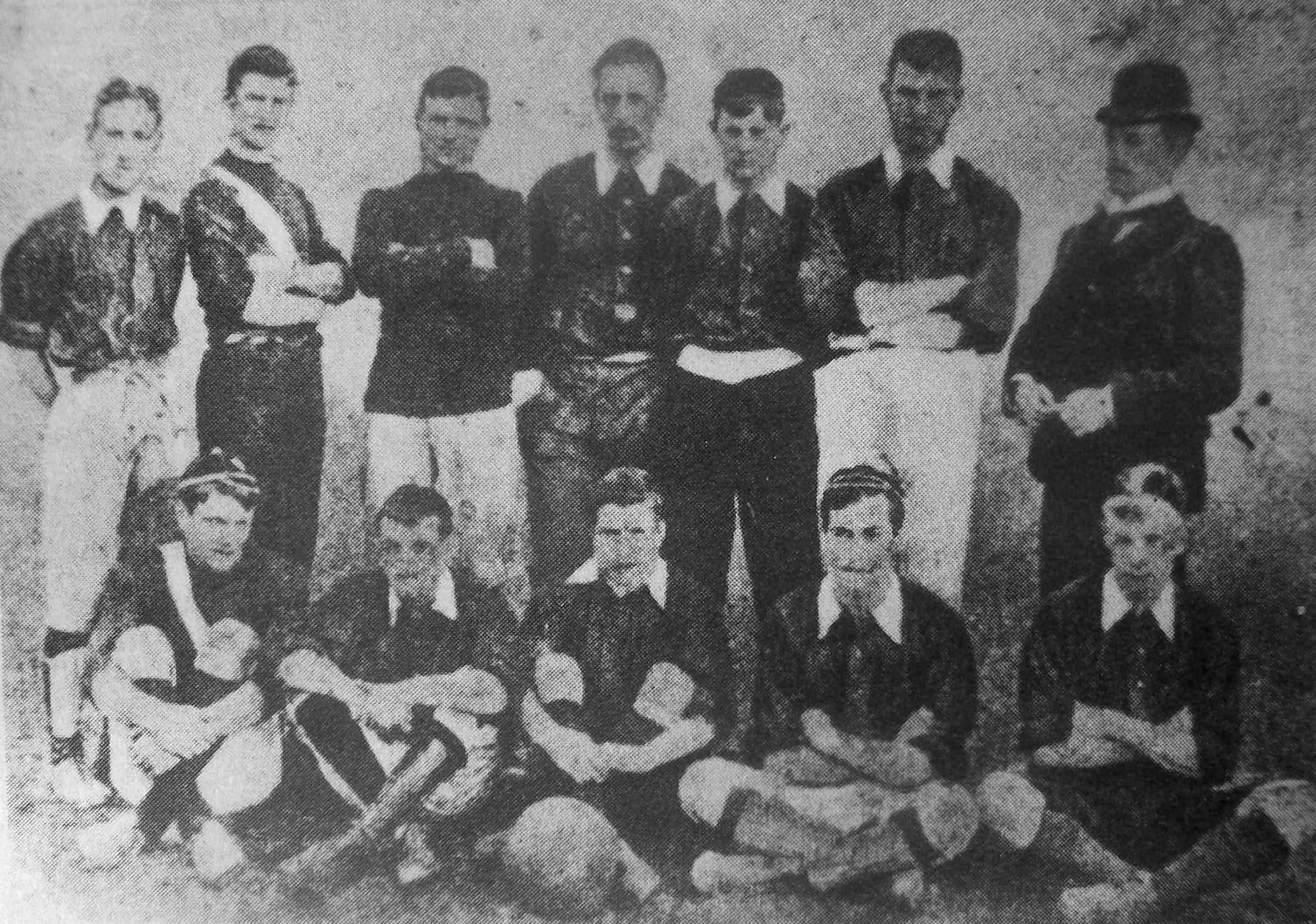

La saison 1894 est la deuxième édition du Championnat d'Argentine de football. Lomas Athletic Club est la première équipe à défendre victorieusement son titre. Elle termine invaincue en 10 matchs. Son dauphin est un club intégrant le championnat pour la première fois : Rosario Athletic.
Quatre nouvelles équipes font leur apparition et portent le nombre de participants à six. Les nouvelles équipes sont Atlético del Rosario, Lobos Athletic Club, Retiro Athletic et Saint Andrew's Scots School qui fait son retour après une saison d'absence.
James D. Gifford du Flores Athletic est le meilleur buteur du championnat avec 4 buts.

## Classement
Les résultats sont partiels. Les résultats de quatre matchs sont inconnus.
| Rang | Équipe                      | Pts | J  | G | N | P | Bp | Bc | Diff |
| ---- | --------------------------- | --- | -- | - | - | - | -- | -- | ---- |
| 1    | Lomas Athletic Club         | 18  | 10 | 8 | 2 | 0 | 34 | 8  | +26  |
| 2    | Atlético del Rosario        | 16  | 10 | 7 | 2 | 1 | 21 | 8  | +13  |
| 3    | Flores Athletic Club        | 10  | 10 | 5 | 0 | 5 | 27 | 21 | +6   |
| 4    | Lobos Athletic Club         | 9   | 10 | 4 | 1 | 5 | 14 | 22 | -8   |
| 5    | Saint Andrew's Scots School | 6   | 10 | 3 | 0 | 7 | 11 | 24 | -13  |
| 6    | Retiro Athletic             | 1   | 10 | 0 | 1 | 9 | 1  | 33 | -32  |

## lien externe
- Saison 1894 sur le site RSSSF